# Profondimètre
Un profondimètre est un instrument de mesure de la pression d'eau permettant aux plongeurs de connaître à tout moment la profondeur à laquelle ils se trouvent. La profondeur est une donnée essentielle à la sécurité en plongée et au calcul des paliers de décompression. Les profondimètres peuvent être analogiques ou numériques, et dans ce dernier cas, ils sont souvent directement intégrés à un ordinateur de plongée. Le profondimètre est attaché au poignet du plongeur par un simple bracelet de caoutchouc, comme une montre.

## Types de profondimètre

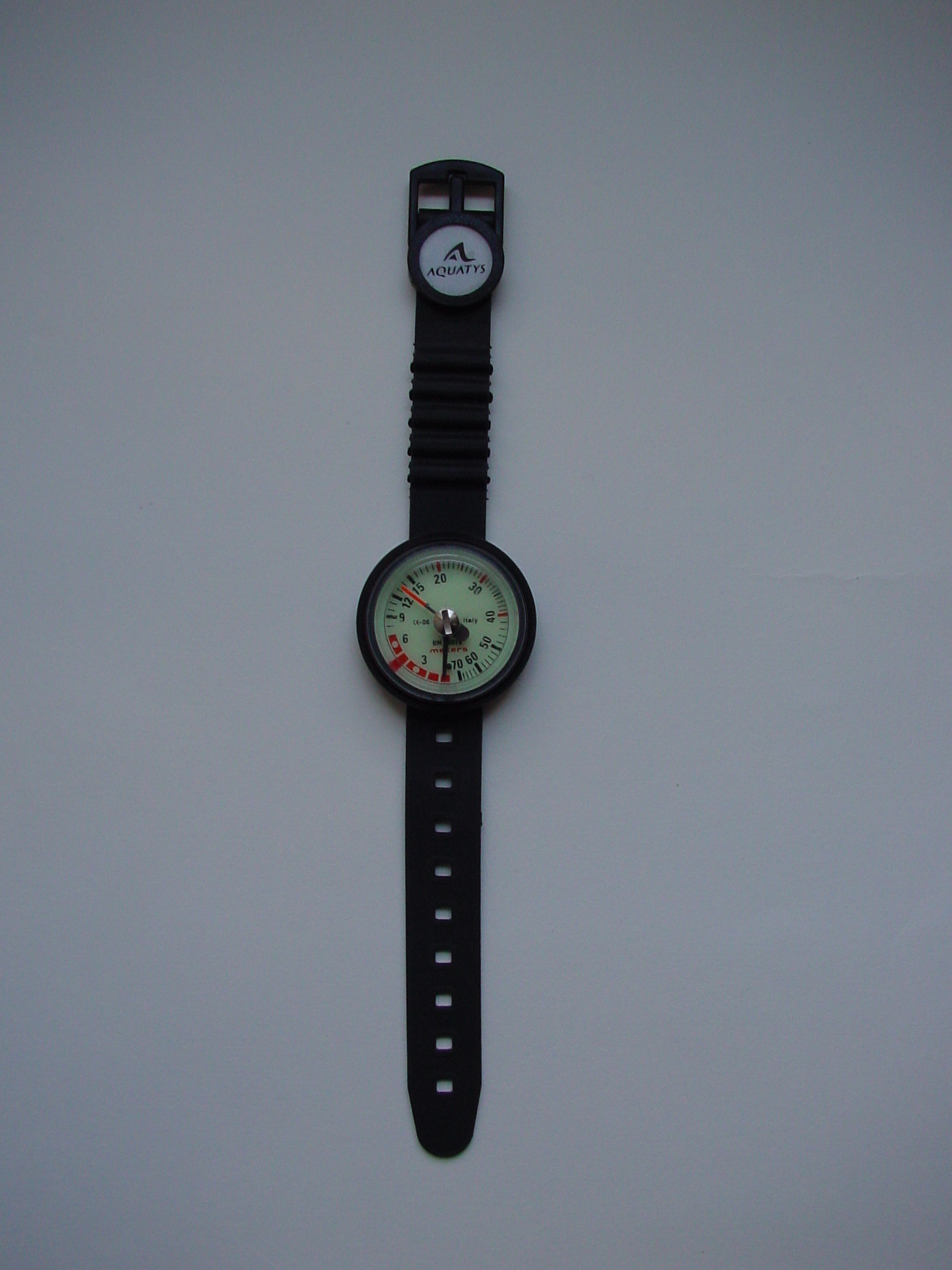
Profondimètre analogique à aiguille trainante. L'aiguille noire indique zéro car l'instrument est en surface tandis que l'aiguille rouge indique la profondeur maximale atteinte : 13,5 mètres.

- Les premiers types de profondimètre à avoir été utilisés en plongée sont les profondimètres analogiques. Il en existe deux types : le profondimètre à capillaire et le profondimètre à tube de Bourdon, ce dernier pouvant éventuellement être équipé d'une aiguille traînante permettant de mémoriser la profondeur maximum atteinte. Rarement utilisés de nos jours, ils ont été progressivement remplacés par les instruments électroniques. Le profondimètre capillaire, le plus rudimentaire, est constitué d'une simple tube capilaire circulaire dans lequel une bulle d'air est progressivement comprimée par la pression de l'eau. Dénué de partie mobile, il est robuste et bon marché mais n'est pas très précis à grande profondeur. Le profondimètre « à aiguille traînante » comporte deux aiguilles se déplaçant sur un cadran. En se déplaçant sous l'effet de la pression de l'eau celle du dessus entraîne celle du dessous grâce à une petite griffe orienté vers le bas. Lorsque l'aiguille traînante recule progressivement à la suite d'une remontée à la surface, l'aiguille entraînée reste sur place et indique ainsi à tout moment la profondeur maximale atteinte, donnée indispensable pour le calcul des paliers de décompression lorsqu'en plongée on utilise des tables de décompression.

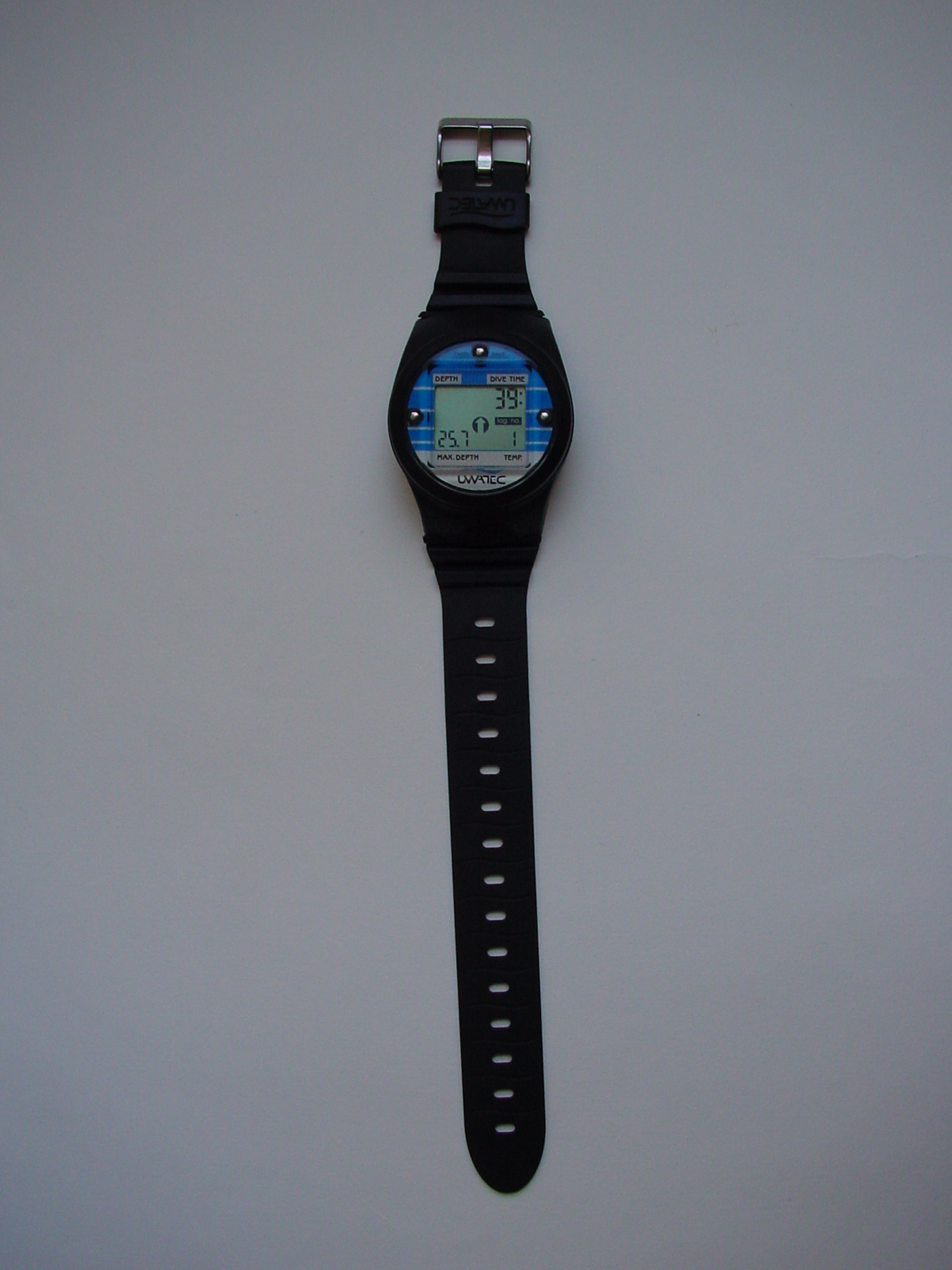
Profondimètre électronique servant à indiquer la profondeur maximale atteinte et la durée totale de la plongée.

- Les profondimètres électroniques n'ont pas d'aiguilles, mais un écran à affichage numérique. Ils incorporent souvent un chronomètre et dénommés de ce fait timer en anglais.

- Les ordinateurs de plongée ne sont pas des profondimètres à proprement parler mais intègrent dans leurs circuits électroniques non seulement un capteur de pression et un chronomètre mais aussi un calculateur algorithmique des paliers de décompression. L'ordinateur de plongée remplace le profondimètre analogique, la montre de plongée et les tables de décompression.

## Principe de fonctionnement
Le profondimètre analogique n'est autre qu'un manomètre. Il est constitué d'un tube de Bourdon rempli d'un liquide : huile, eau ou mercure. Son cadran est adapté pour afficher des gradients de profondeur qui vont rarement au-delà de 60 mètres, la profondeur maximale préconisée dans le cadre de la plongée sportive à l'air comprimé. Dans le cas des profondimètres électroniques le tube de bourdon est remplacé par un capteur de pression fonctionnant sur le principe des jauges résistives de déformation gravées dans un circuit de silicium et reliées à un pont de Wheatstone pour augmenter la sensibilité de la mesure.